# Kreisbogen

Kreisbogen der Länge b
Kreissehne der Länge l
Mittelpunktswinkel
Radius der Länge r

Legt man auf einem Kreis zwei beliebige Punkte fest und verbindet diese durch Strecken mit dem Mittelpunkt des Kreises, so stellen die beiden Teile der Kreisfläche, die durch diese Strecken voneinander getrennt werden, Kreisausschnitte (auch Kreissektor genannt) dar. Ein Kreisausschnitt wird also gleichsam von zwei Radien aus einem Kreis „herausgeschnitten“. Der zu einem Kreissektor gehörende Teil der Kreislinie wird als Kreisbogen bezeichnet, der Winkel zwischen den beiden Radien als Mittelpunktswinkel.

## Berechnung
Die Länge {\displaystyle b} eines Kreisbogens mit dem Mittelpunktswinkel {\displaystyle \alpha } im Gradmaß und dem Radius {\displaystyle r} ist
{\displaystyle {\begin{aligned}b&=2\pi \cdot r\cdot {\frac {\alpha }{\displaystyle 360^{\circ }}}\\&=\pi \cdot r\cdot {\frac {\alpha }{\displaystyle 180^{\circ }}}\\\end{aligned}}}.
Der Flächeninhalt des entsprechenden Kreisausschnittes ist
{\displaystyle A=\pi \cdot r^{2}\cdot {\frac {\alpha }{\displaystyle 360^{\circ }}}}.
Gibt man den Mittelpunktswinkel {\displaystyle \alpha } im Bogenmaß an, so lauten die Formeln
{\displaystyle b=r\cdot \alpha \qquad A={\frac {r^{2}\cdot \alpha }{2}}}.
Durch Einsetzen des Winkels {\displaystyle \alpha =360^{\circ }} bzw. {\displaystyle \alpha =2\pi } ergeben sich die bekannten Formeln für Umfang und Flächeninhalt des Vollkreises.
Die Länge {\displaystyle l} der Kreissehne erhält man über folgenden Zusammenhang aus dem Kreisbogen und dem Radius oder direkt aus dem Mittelpunktswinkel:
{\displaystyle l=2\cdot r\cdot \sin \left({\frac {b}{2\cdot r}}\right)=2\cdot r\cdot \sin \left({\frac {\alpha }{2}}\right)}